# Ivan Yastrebov
Ivan Yastrebov), (en ruso:Иван Ястребов) en Istanbul, 16 de noviembre de 2002 es un cantante turco - ruso. Que comenzó su carrera en el Teatro Estatal de Ucrania. Participó en el programa llamado Folk Dance transmitido en 1 + 1 TV. Después, quedó segundo en las selecciones nacionales de Eurovisión Juvenil Ucrania. Y luego compitió con la canción "Argo" en la cuarta temporada de The Voice Kids Rusia. En 2016, se unió a The Voice Kids Ucrania y se convirtió en uno de los finalistas de la competencia. Y en 2018, se convirtió en el ganador del "Иван Синяя птица" (concurso de canciones en Rusia). En 2021, fue transferido a Universal Music - sello discográfico Spinnup.